# Karleby (Lolland)
 For alternative betydninger, se Karleby. (Se også artikler, som begynder med Karleby)
Karleby en en lille landsby i Godsted Sogn på Sydlolland. Stedet omtales første gang på skrift i 1496. Navnet kendes fra mange landsbyer i Danmark og Sverige. Forleddet betyder ”mandsperson” og efterleddet ”by” forbindes med ordet ”at bo”, altså et bosted for mænd. Denne endelse har været i aktiv brug gennem mange hundrede år, fra den sene oldtid til vikingetiden, så man kan ikke umiddelbart fra navnet bestemme stedets alder, men på grund af den ringe størrelse, må det antages at byen er opstået omkring år 1000.
Landsbyen ligger efter lollandske forhold ret højt og har mod nord udsigt over et stort moseområde i tilknytning til Hejrede Sø.

## Administrativt/kirkeligt tilhørsforhold

### Tidligere
- Musse Herred, Ålholm Len, Ålholm Amt, Maribo Amt, Storstrøms Amt, Vester Ulslev sognekommune, Nysted Kommune
- Fyens Stift

### Nuværende
- Region Sjælland, Guldborgsund Kommune
- Lolland-Falsters Stift, Lolland Østre Provsti, Øster Ulslev-Vester Ulslev-Godsted Pastorat, Godsted Sogn

## Galleri
- Karleby fra vest
- Karleby fra øst